# Canal de San Jorge (Papúa Nueva Guinea)
El canal de San Jorge (del inglés: Saint George's Channel)  es un estrecho marino localizado en el archipiélago de Bismarck, que separa las islas de Nueva Bretaña, al oeste, de Nueva Irlanda, al este. El canal conecta el mar de Bismarck, al norte, con el mar de Salomón, al sur. Se llama así por analogía con el canal de San Jorge que separa la isla de Gran Bretaña de la isla de Irlanda.
Administrativamente, las aguas y costas del estrecho pertenecen a Papúa Nueva Guinea, a las provincias de Nueva Bretaña del Este y Nueva Irlanda.
En mitad del canal se encuentra el grupo de islas del Duque de York (la mayor de la sislas, la del Duque de York tiene 51,8 km²), que dividen el estrecho en dos partes, de apenas 8 y 16 km de anchura cada una.

## Historia
William Dampier  descubrió el canal aunque lo tomó por una bahía, nombrándola como Baie de Saint-Georges. Fue el navegante inglés Philip Carteret el primero en franquearlo durante su vuelta al mundo (1766-69), quien ya le dio ya su actual nombre, Canal Saint-George.